# Clã Gamō
O clã Gamō (蒲生氏, Gamō-shi) foi um clã do Japão descendente de  Fujiwara no Hidesato do Clã Ōshū Fujiwara  .